# Ryland Blackinton
Ryland Blackinton (31 de marzo de 1982, Rhode Island, Estados Unidos) es el guitarrista de Cobra Starship. Es de Wilmington, pero nació en South Kingston, Rhode Island. 

## Biografía
Antes de unirse a Cobra Starship, fue el guitarrista de la banda Ivy League, con Alex Suarez. Ryland y Alex se conocieron en el instituto en 1997, pero perdieron el contacto cuando Ryland se fue a la Universidad de Florida. Se puede ver a Ryland en los podcastas de TAI TV de The Academy Is... como 'Guy Ripley', un reportero ficticio de la BBC. Participó en un corto de zombis llamado Brains!.
En el disco Viva La Cobra!, hay una canción titulada Pleasure Ryland. En una entrevista, Ryland dijo: "Pleasure Ryland es un lugar imaginario en tu mente al que casi todo el mundo puede ir, donde las bebidas son gratis y siempre puedes bailar sin ropa". 